# Carico pendente
Carico pendente è una espressione giuspenalistica utilizzata in Italia per definire lo status di un soggetto nel momento in cui esso viene a trovarsi ad avere procedimenti penali pendenti a suo carico. 
Esso può essere costituito esclusivamente dopo la chiusura della fase delle indagini preliminari, allorquando l'indagato in un procedimento penale venga acquisito al fascicolo per menzione in un decreto di citazione a giudizio, assumendo la qualifica di imputato.
Qualunque soggetto, ai sensi dell'art. 116 c.p.p., può richiedere apposito certificato al casellario giudiziale presso la Procura della Repubblica presso il tribunale ordinario del proprio luogo di residenza, previo pagamento dei diritti e di imposta di bollo, che documenti l'assenza o l'eventuale presenza a suo carico di procedimenti penali in corso e che non siano ancora definiti.